# Elisabeth av Rumänien
Elisabeth av Rumänien (Charlotte Josephine Alexandra Victoria), född 12 oktober 1894 på slottet Pelesch i Rumänien, död 14 november 1956 i Cannes i Frankrike, var Greklands drottning 1922–1924, gift med kung Georg II av Grekland.

## Biografi

### Tidigt liv
Elisabeth var dotter till kung Ferdinand I av Rumänien och Marie av Edinburgh. Hon beskrivs som en klassiska skönhet, men kallades också kall och med ett hett temperament. Hon mötte prins Georg av Grekland för första gången år 1911. Äktenskap mellan Elisabeth och Georg föreslogs för första gången under Balkankrigen, när Rumänien och Grekland var allierade, men Elisabeth tackade nej. Under första världskriget besökte Elisabeth dagligen sjukhusen för att vårda sårade soldater. Hon ska ha haft ett kärleksaffär den engelske diplomaten Frank Rattigan.
År 1919 följde Elisabeth och hennes systrar sin mor till fredskonferensen i Paris. Tanken var att deras mor kunde utnyttja tillfället att fina makar till systrarna. De återvände till Rumänien via Schweiz, där den grekiska kungafamiljen just då befann sig. Georg, som nu var tronföljare, upprepade sitt frieri, och denna gång tackade Elisabeth ja, och Georg följde efter dem till Bukarest, där förlovningen tillkännagavs.  
Hon gifte sig med kronprins Georg av Grekland den 27 februari 1921 i Bukarest. Senare samma år gifte sig även Elisabeths bror kronprins Carol med Georgs syster Helena av Grekland. 

### Kronprinsessa
Elisabeth kom inte att trivas med sin nya familj eller sin roll som kronprinsessa i Grekland. Georg var blyg och en besvikelse för Elisabeth, som beskrivs som passionerad. Elisabeth fick ett missfall några månader efter sitt giftermål och insjuknade i tyfoid och depression.
Med undantag för Konstantin I och hennes svägerska Maria, kom hon dåligt överens med sin svärfamilj, som uppfattade hennes introverta läggning som högfärd och förargade henne genom att tala grekiska med varandra i hennes närvaro innan hon kunde språket. Hon hade svårt att anpassa sig till det faktum att hon inte fick en egen bostad utan att hon och Georg bara fick några rum i samma palats de fick dela med den övriga familjen. Hon fick inte tillgång till egna pengar från Rumänien utan fick använda sin makes pengar till att inreda deras bostad, vilket gjorde att hon uppfattades som slösaktig. 
Hon trivdes inte i Grekland, där den kungliga tillvaron, på grund av kriget, monarkins skakiga ställning och fattigdomen var sämre än motsvarande tillvaro för hennes syster Maria, som var drottning i Jugoslavien, och hennes svägerska Helena, som var kronprinsessa i Rumänien. Hon lärde sig grekiska och ägnade sig åt trädgårdsarbete, teckning, målning och skrivande. Under det grekisk-turkiska kriget engagerade hon sig för krigets offer genom röda korset.

### Drottning
Elisabeth blev Greklands drottning när kung Konstantin I abdikerade till förmån för Georg II 27 september 1922. Den politiska situationen var riskabel och kriget hade vänt opinionen mot monarkin. Som drottning försökte Elisabeth hjälpa de grekiska krigsflyktingarna från Anatolien, och lät bygga flyktingbaracker åt dem utanför Aten. 
Den revolutionära stämningen i Grekland gjorde dock att hon inte trivdes med sin roll som drottning, och hennes relation till Georg var avslutad – hon meddelade också privat att hon inte avsåg att skaffa några barn och alltså ingen tronarvinge. I oktober 1923 gjorde en misslyckad rojalistkupp att monarkin blev ännu mer impopulär, och 19 december 1923 tvingades kungaparet och kronprinsen (Georgs bror Paul) att lämna landet; de reste till Rumänien, där de avsattes genom utropandet av den andra grekiska republiken 25 mars 1924. 

### Återkomsten till Rumänien
I Rumänien gav Elisabeths föräldrar henne och hennes make en våning i Cotrocenipalatset i Bukarest, och sedan en villa i Calea Victoriei. Elisabeth trivdes med att delta i den rumänska kungafamiljens liv och återgå till sitt liv som rumänsk prinsessa, även om hennes relation till sin mor och svägerska Helena var spänd. Georg trivdes dock inte med livet som medlem i den rumänska kungafamiljen, och deras äktenskap bröts ned. Georg tillbringade mer tid utomlands och slog sig ned i Storbritannien, och de inledde båda andra kärleksaffärer; Elisabeth hade bland annat ett förhållande med sin makes bankir Alexandru Scanavi. 
År 1927 avled hennes far kung Ferdinand I till förmån för sin sonson kung Mikael I av Rumänien sedan Elisabeths bror Carol hade avstått sina rättigheter till tronen till sin son för att kunna gifta sig med Magda Lupescu. Elisabeth, som stod nära sin bror, stödde hans ambition att återta tronen från sin son och höll honom underrättad om rumänsk politik under hans exil. När hennes bror Carol II år 1930 återvände till Rumänien och besteg tronen, tillhörde Elisabeth en av få personer i kungafamiljer som hade en nära relation till kungen, då hon accepterade Magda Lupescu, och beskrivs som en av sin brors mest lojala anhängare. 
Elisabeth kunde, tack vare den goda relationen till sin bror kungen och goda finansiella råd från sin älskare Alexandru Scanavi, leva lyxliv under sin brors regeringstid, och kunde bland annat köpa Elisabetapalatset, som fick sitt namn efter henne. I maj 1935 informerades Elisabeth av en grekisk diplomat om att monarkin troligen snart skulle återinföras i Grekland. Hon ansökte då omedelbart om skilsmässa vid en rumänsk domstol, angav som skäl att maken (som bodde i England) hade övergett henne, och fick sin skilsmässa 6 juli 1935 utan att maken knappt hade blivit informerad. När hennes mor avled 1938 blev Elisabeth Rumäniens första dam. 
År 1940 avsattes Carol II och Mikael I återuppsattes på tronen. Elisabeth motsatte sig sin brorson kungen och marskalk Ion Antonescus diktatur, och etablerade 1944 kontakter med det rumänska kommunistpartiet. Kungen kom att anse henne som spion. År 1947 mottog hon marskalk Tito, Jugoslaviens kommunistdiktator, som hade avsatt hennes systerson Peter II av Jugoslavien. Genom Alexandru Scanavi skickade hon pengar till den grekiska kommunistgerillan mot sin före detta svåger kung Paul I av Grekland. Hennes syster Ileana knöt också kontakter med kommunisterna, i hennes fall i hopp om att placera sin son på Rumäniens tron. På grund av detta kallades systrarna för kungens "röda fastrar". 

### Senare liv
Den 30 december 1947 utropades den rumänska folkrepubliken och den rumänska monarkin förklarades avskaffad. Alla medlemmar av den före detta kungafamiljen utvisades ur landet, inklusive Elisabeth, som fick tre dagar på sig att packa. Hon brände sina arkiv och lämnade landet tillsammans med sin syster Ileana och familjen Scavania på ett specialtåg. Elisabeth levde sedan först i Zurich och sedan i Cannes. Hon inledde  ett förhållande med en sol-och-vårare, Marc Favrat; hon ville först gifta sig med honom, men adopterade honom i stället tre månader före sin död. 
Ett berömt citat från henne är: 
"Jag har begått varenda synd i mitt liv utom mord, och jag vill inte dö innan jag har provat även det."